# Stade olympique Nilton-Santos
Le stade olympique Nilton Santos, populairement surnommé Engenhão ou encore simplement Nilton Santos, est un stade omnisports situé à Rio de Janeiro au Brésil. Le Nilton Santos est le stade de Botafogo de Futebol e Regatas, où se déroulent les matchs de la Copa Libertadores, du Championnat du Brésil de football(Brasileirão), de la Coupe du Brésil de football et d'autres championnats. Il est principalement utilisé pour les matchs de football et a accueilli les compétitions d'athlétisme des Jeux olympiques d'été de 2016. Le stade a été construit de 2003 à 2007, ouvert à temps pour les Jeux panaméricains de 2007. Le stade était l'un des cinq sites de la Copa América 2021,.
Le stade possède une capacité de 46 931 personnes et abrite également une piste d'athlétisme aux standards internationaux ainsi qu'un terrain d'échauffement à l'extérieur du stade. Son nom est un hommage à Nilton Santos, un footballeur international brésilien surnommé a Enciclopédia (en français : « l'Encyclopédie ») pour ses connaissances en football.

## Histoire

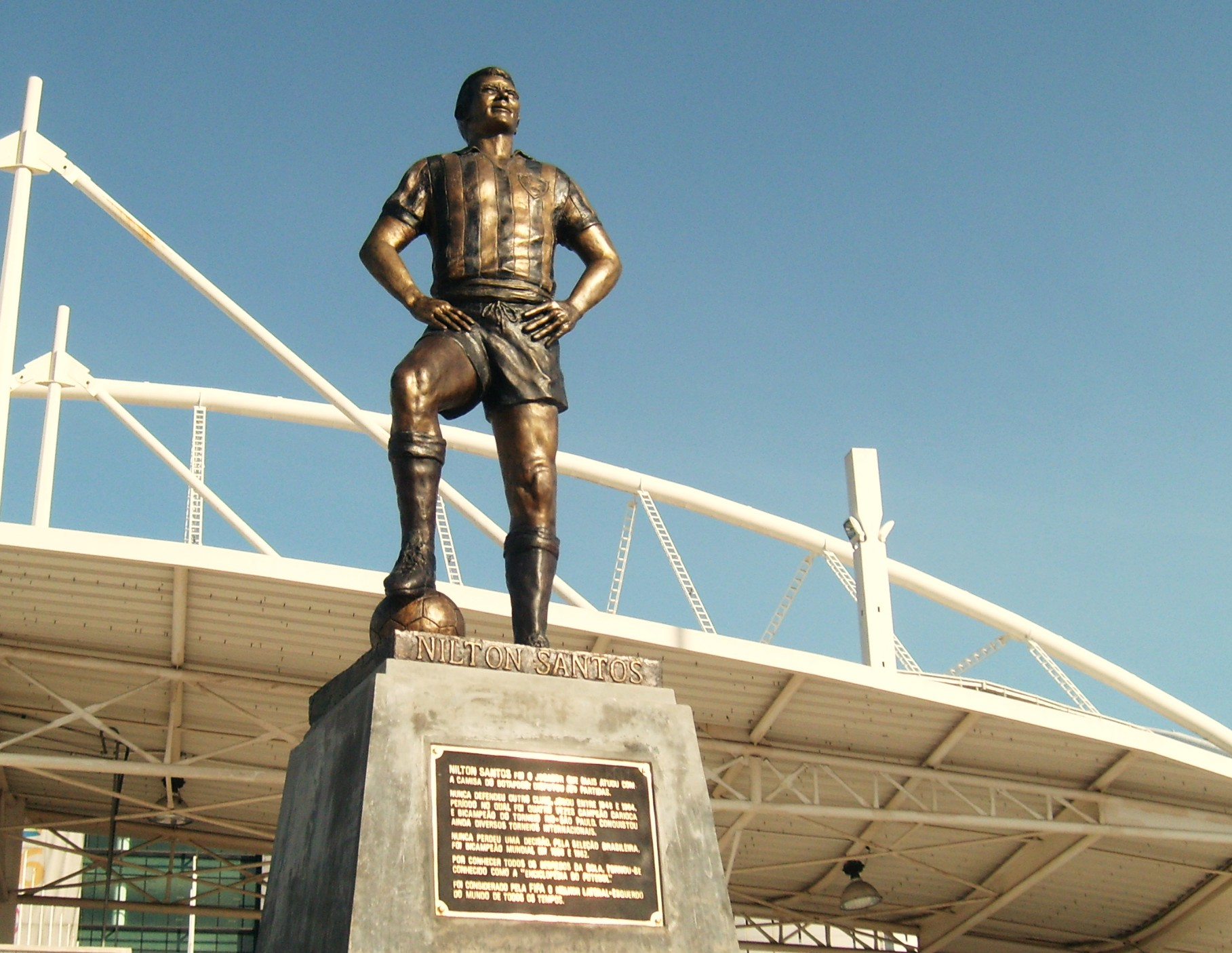
Statue de Nilton Santos à l'entrée du stade.

Propriété de la ville, il est actuellement loué au club de football du Botafogo de Futebol e Regatas qui en assure également l'exploitation commerciale.
Le Botafogo participe au match d'inauguration contre le Fluminense, le 30 juin 2007, pour une victoire 2 buts à 1. Le 19 septembre de cette même année, l'équipe y dispute son premier match en tant que résident, contre River Plate, pour un match de la Copa Sul-Americana 2007 et l'emporte par 1 but à 0. Le club mène un projet d'exploitation du stade en partenariat avec l'entreprise portugaise TBZ.

## Localisation et transports
Le stade est situé dans le quartier Engenho de Dentro, sur Rua José dos Reis.
Depuis la Zona Sul (Zone Sud), le centre-ville, Tijuca ou Barra, les passagers peuvent se rendre à la station de métro et de train Central do Brasil, et de là rejoindre le stade Nilton Santos en 25 minutes en empruntant les lignes Japeri, Santa Cruz ou Deodoro, en descendant le train à la station Olímpica de Engenho de Dentro. Pour quitter le stade et retourner au centre-ville, à la Zona Sul, à Tijuca ou à Barra, les passagers doivent se rendre dans le secteur ouest avec le secteur sud, continuer jusqu'à la même station (Olímpica de Engenho de Dentro) et prendre le train jusqu'à Central do Brasil.

## Événements
- Botafogo de Futebol e Regatas
- Gare Central do Brasil
- Championnat du Brésil de football
- Copa Libertadores
- Football aux Jeux panaméricains de 2007
- Athlétisme aux Jeux panaméricains de 2007
- Jeux panaméricains de 2007
- Championnats ibéro-américains d'athlétisme 2016 (épreuve-test des Jeux olympiques)
- Jeux olympiques d'été de 2016
- Jeux paralympiques d'été de 2016
- Copa América 2021

## Galerie

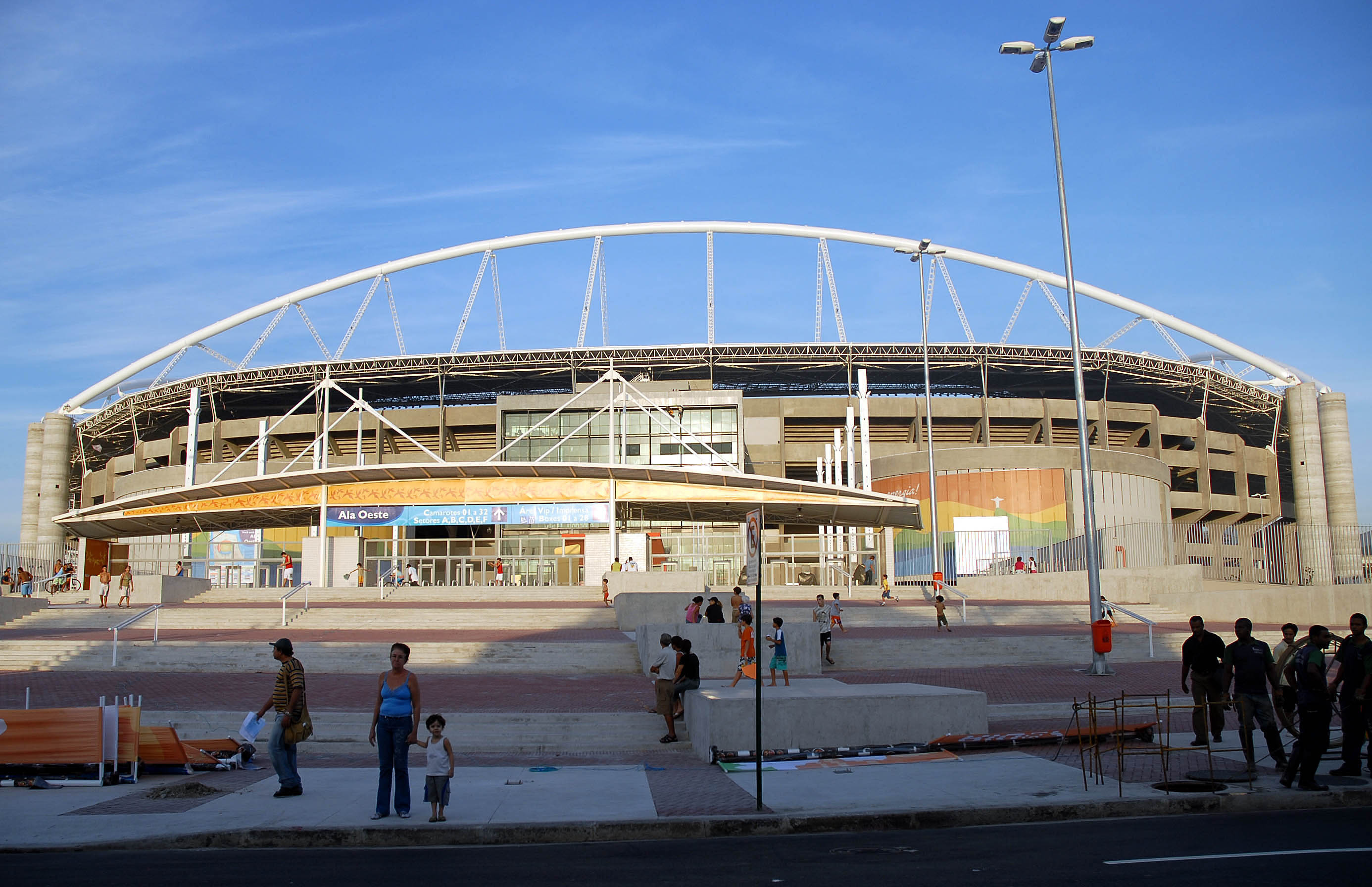
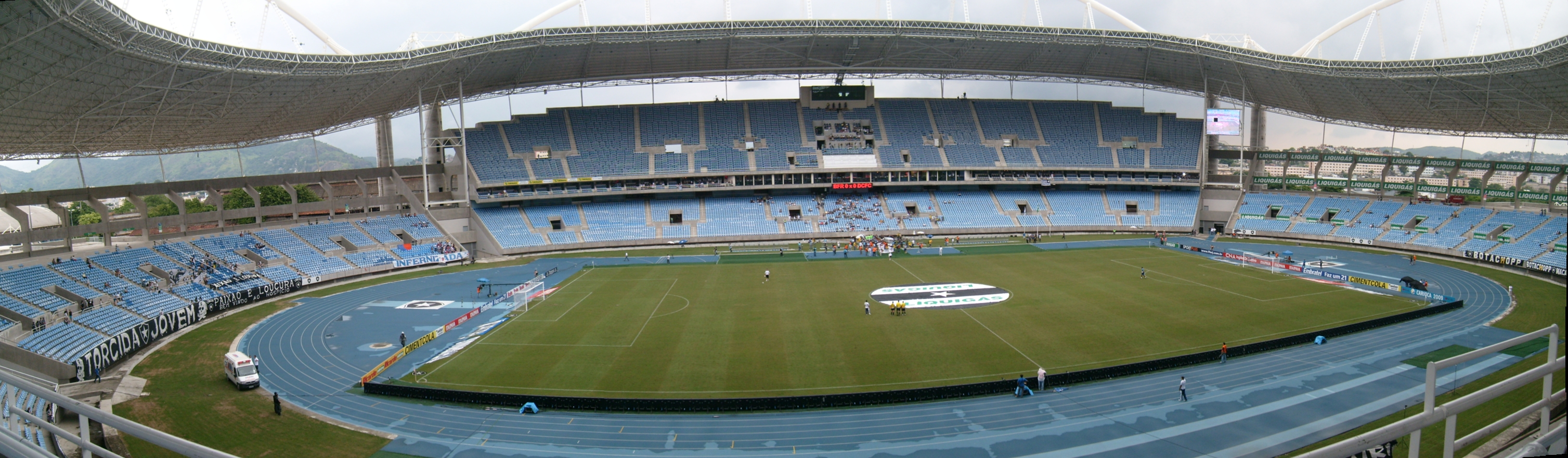
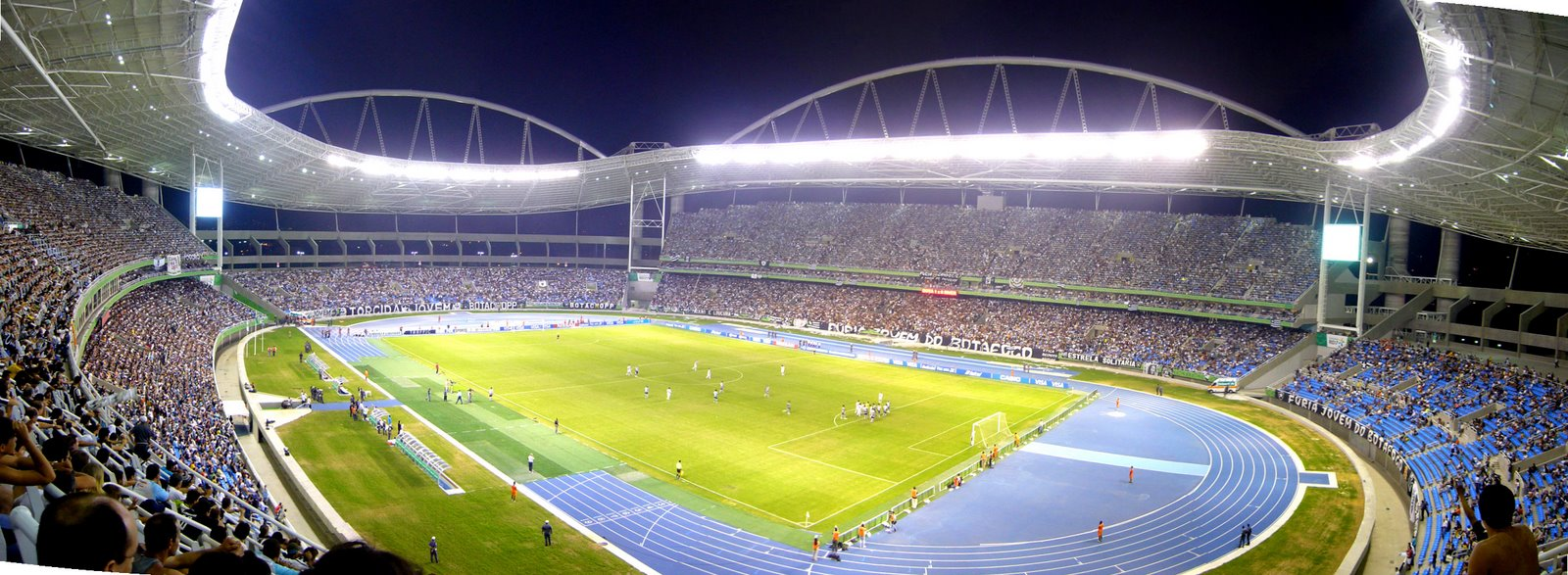
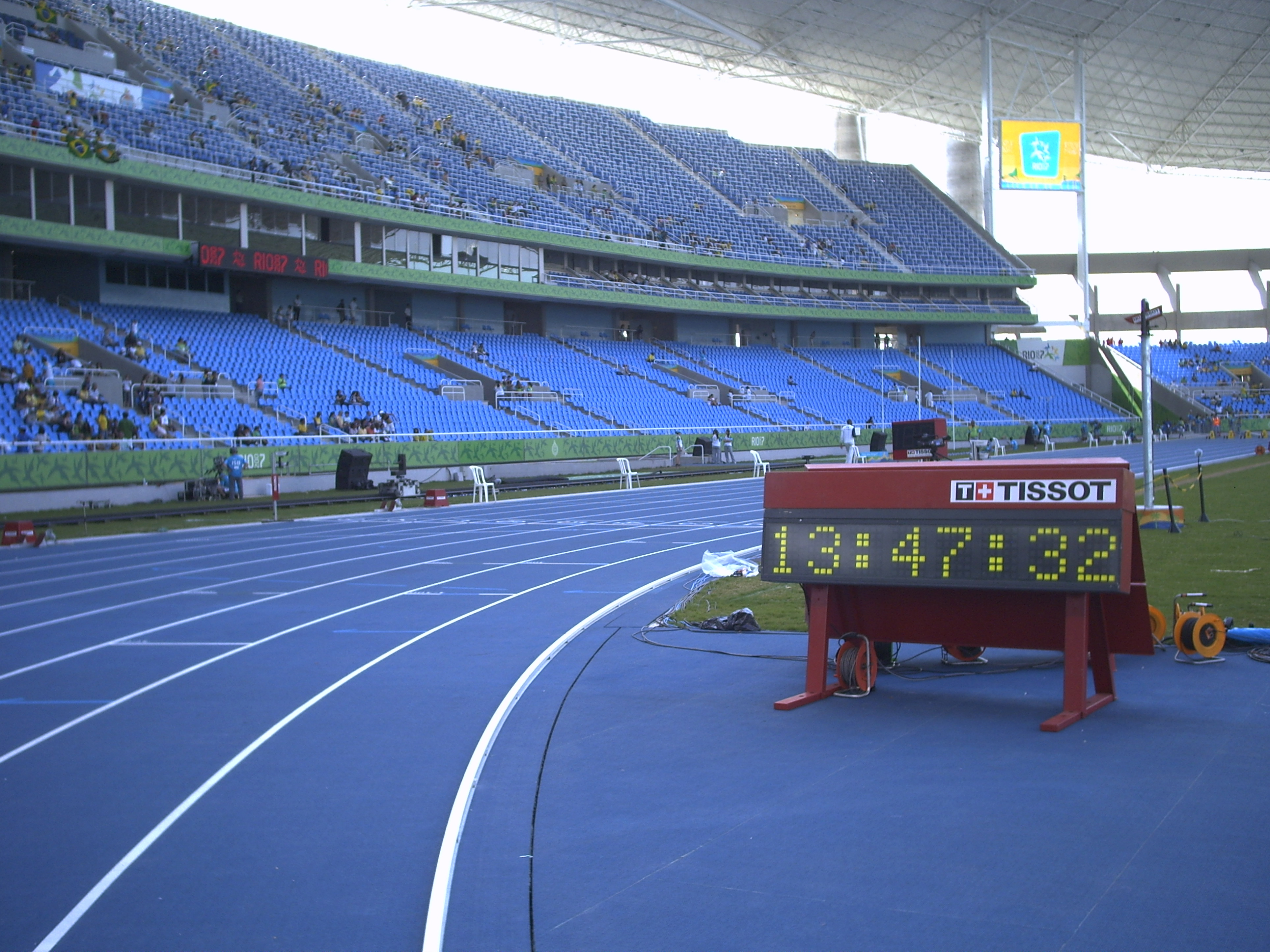